# Enoploides labrostriatus
Enoploides labrostriatus är en rundmaskart som först beskrevs av Rowland Southern 1914.  Enoploides labrostriatus ingår i släktet Enoploides och familjen Enoplidae. Inga underarter finns listade i Catalogue of Life.